# Abdenour Mahfoudhi
Abdenour Mahfoudhi (en arabe : عبد النور محفوظي) est un footballeur algérien né le 21 avril 1980 à Aïn Taghrout dans la wilaya de Bordj Bou Arreridj. Il évoluait au poste d'arrière droit.

## Biographie
Abdenour Mahfoudhi évolue principalement en faveur de l'ES Sétif et du MC El Eulma.
Il joue plus de 140 matchs en première division algérienne.

## Palmarès
MC El Eulma
- Championnat d'Algérie D2 (1) :
  - Champion : 2007-08.